# Salle Le Peletier
La Salle Le Peletier va ser un teatre de París, inaugurat l'any 1821 i destruït per un incendi el 1873, que fou la seu de l'Òpera de París en aquell període. Estava situada al número 12 de la rue Le Peletier de la capital francesa.
En el mig segle de la seva existència, va tenir diversos noms oficials: Théâtre de l'Académie Royale de Musique (1821-1848), Opéra-Théâtre de la Nation (1848-1850), Théâtre de l'Académie Nationale de Musique (1850-1852), Théâtre de l'Académie Impériale de Musique (1852-1854), Théâtre Impérial de l'Opéra (1854-1870) i Théâtre National de l'Opéra (1870-1873).

## Història
El 13 de febrer de 1820, Carles Ferran de França, duc de Berry, nebot del rei Lluís XVIII de França, moria apunyalat en el vestíbul del Teatre de l'Òpera de la rue Richelieu, que era Teatre Nacional des del 1794. Això va portar a que les autoritats decidissin demolir l'edifici, per fer en el mateix lloc una capella commemorativa, que de fet mai s'arribà a construir, i endeguessin el projecte d'una nova sala. El lloc escollit va ser un espai propietat de l'Estat a la rue Le Peletier.
El projecte d'un teatre "provisional" es va encarregar a l'arquitecte François Debret que va aconseguir completar les obres en menys d'un any, ja que van començar l'agost del mateix 1820 i la sala s'inaugurava el 16 d'agost de 1821. Un fet que va ajudar a aquesta rapidesa és que es van aprofitar, desmuntant-los curosament, bastants elements decoratius de l'edifici de Richelieu, com ara els frontals de les llotges, la boca de l'escenari, columnes, frisos i altres components artístics.
El programa de la sessió inaugural tenia una òpera, Les Bayadères de Charles Simon Catel amb llibret de Victor-Joseph Étienne de Jouy, i un ballet, Le Retour de Zéphire de Pierre Gardel i Daniel Steibelt.
El 28 d'octubre de 1873, quan s'anava a fer el muntatge per a l'obra Jeanne d'Arc d'Auguste Mermet, es va desencadenar un incendi que, en unes hores, va acabar amb l'edifici. Fins a la inauguració del Palau Garnier el 1875, la seu de l'Òpera va ser la sala Ventadour, un teatre construït el 1829. De fet, les obres del Palau Garnier, iniciades el 1861 i amb col·locació oficial de la primera pedra el 13 de gener de 1862, s'avien alentit significativament després de la presentació pública de la façana el 1867, i l'incendi va fer que es reactivessin.

## Galeria d'imatges

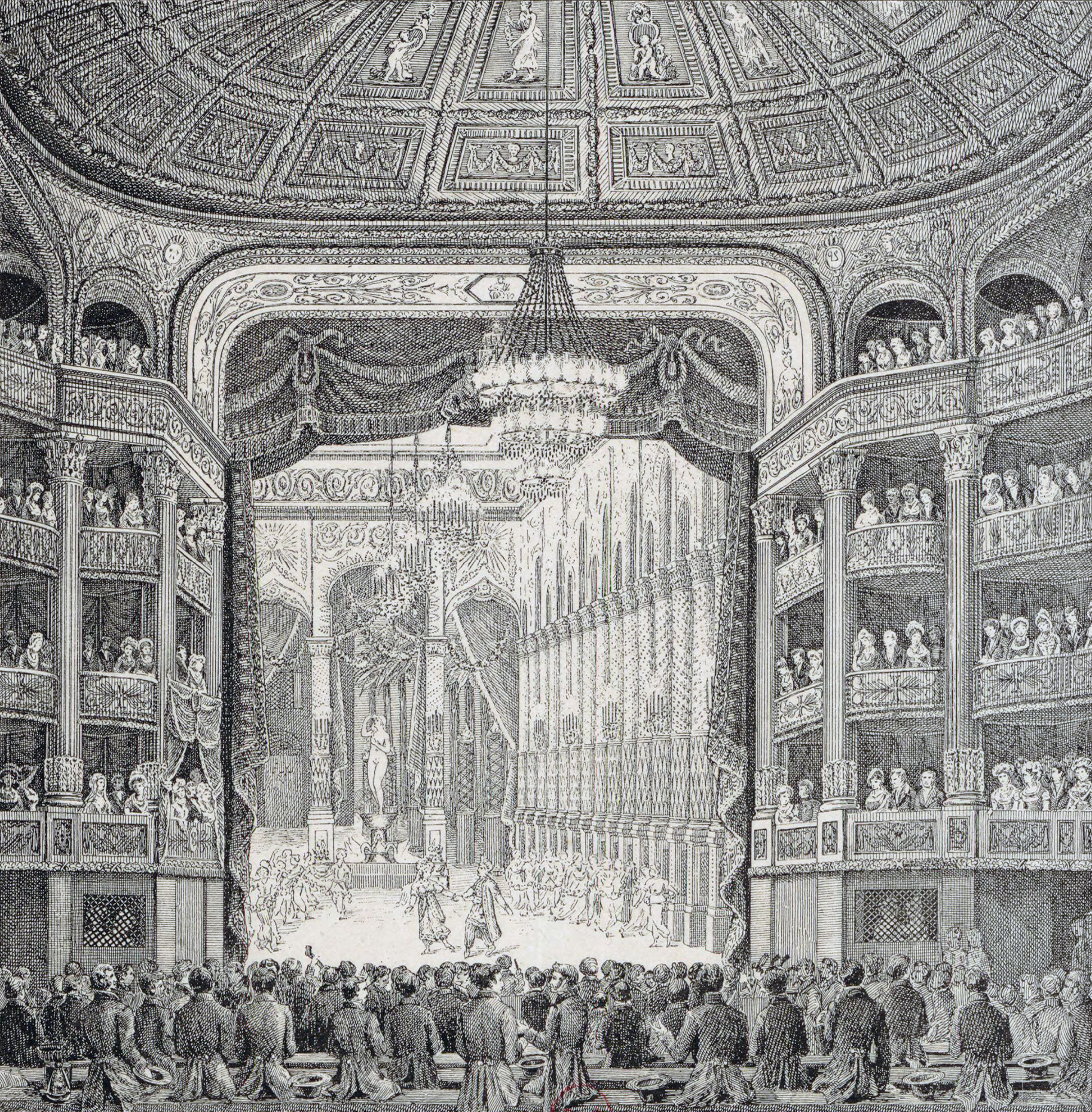
Inauguració de la Salle Le Peletier amb l'obra Les Bayadères (1821)
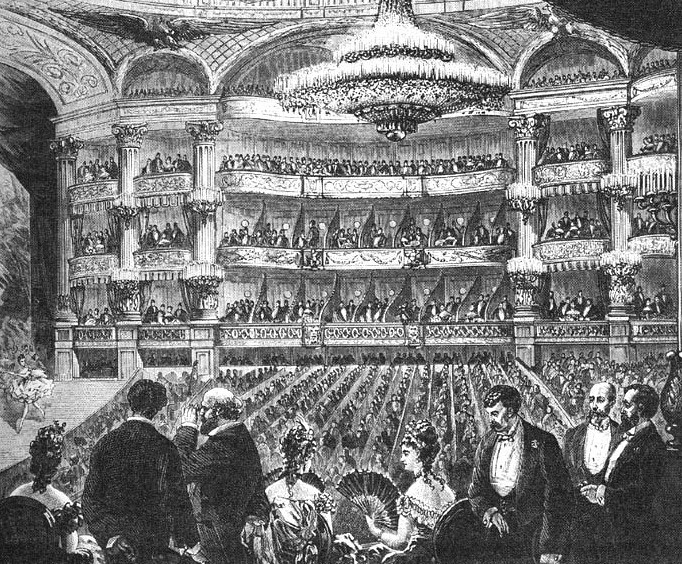
La Gran Sala de l'opéra Le Peletier (1854)
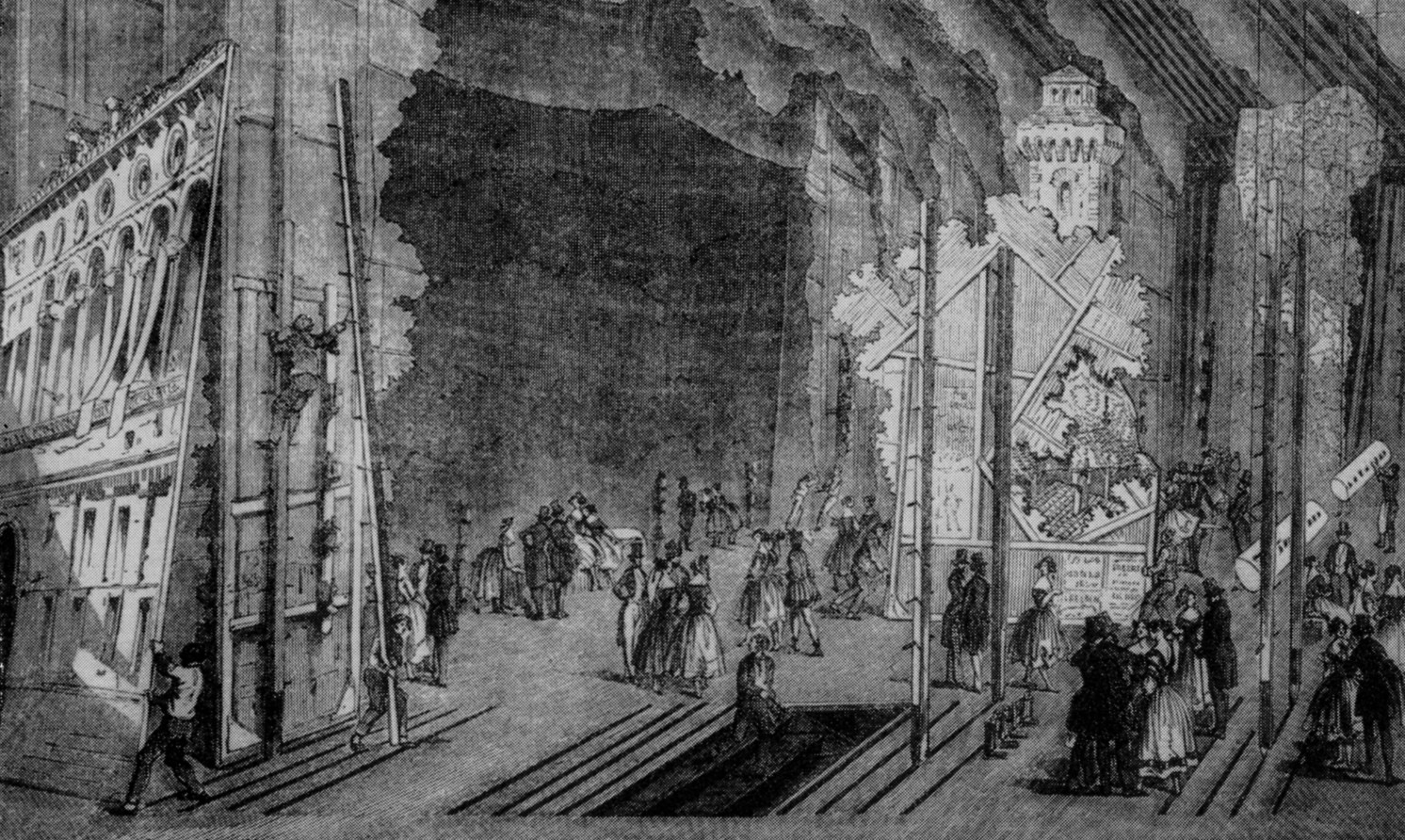
L'Opéra de Paris (salle Le Peletier) entre bastidors (c. 1855)
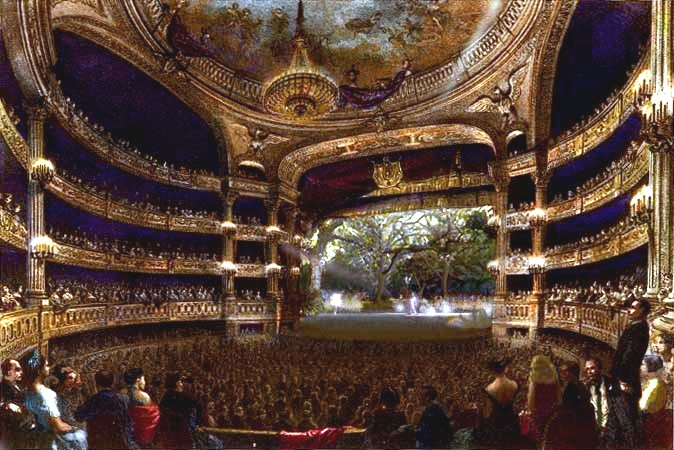
Pintura de la Gran Sala del Théâtre de l'Académie Royale de Musique (1864)
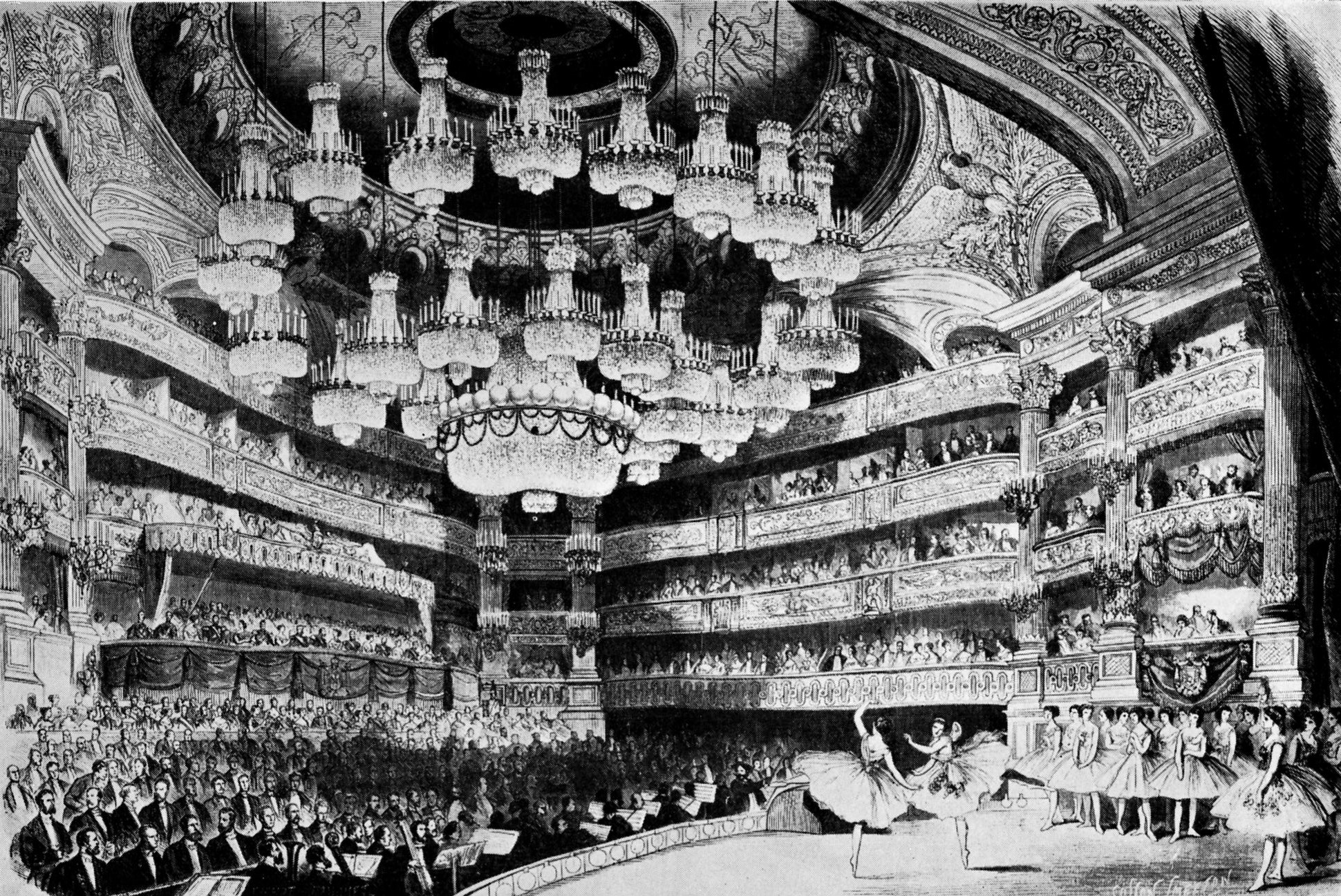
Representació de Giselle en honor del tsar Alexandre II a l'Opéra de Paris (salle Le Peletier) (4 juny 1867)

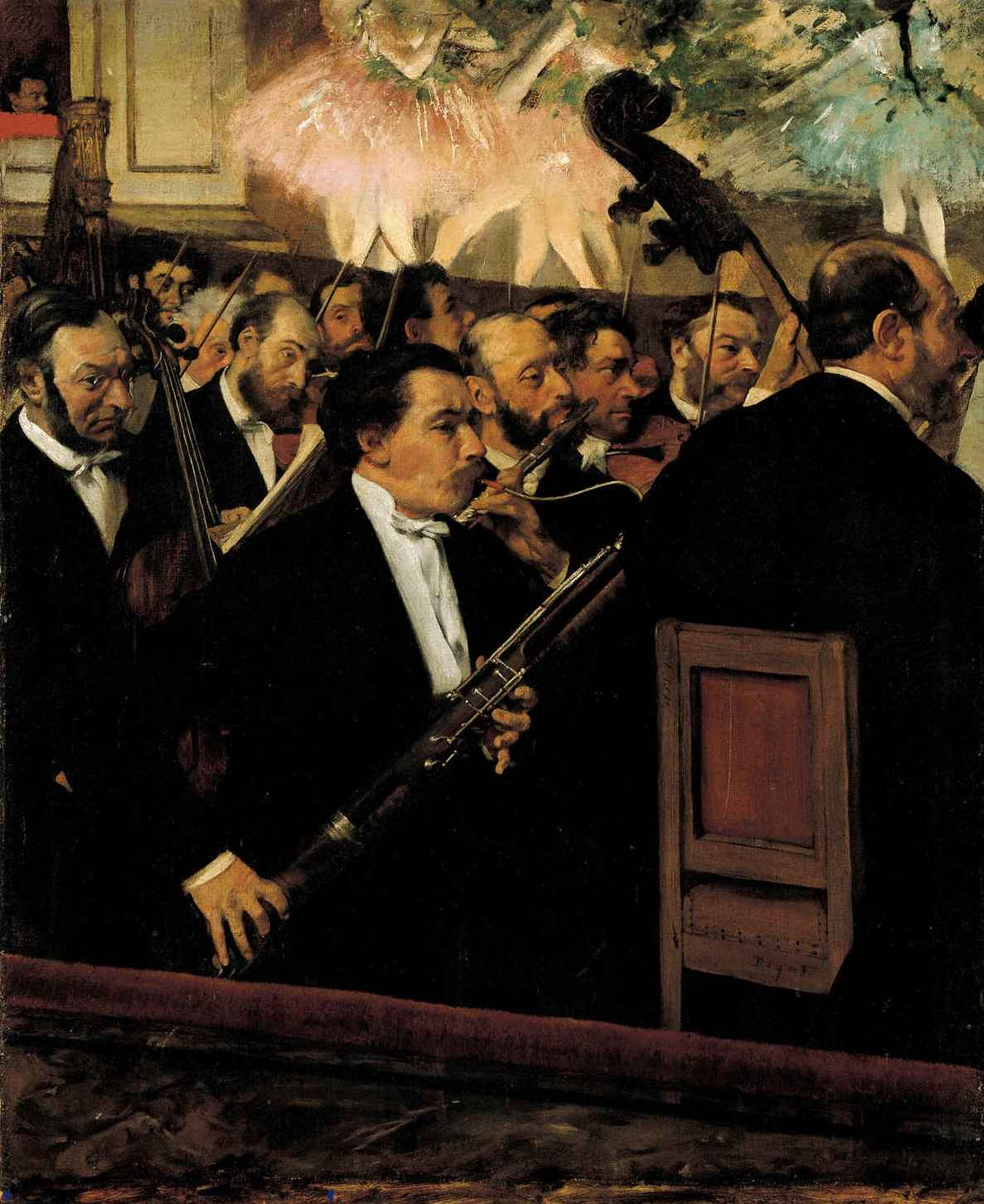
L'Orchestre de l'Opéra, quadre d'Edgar Degas (c. 1870)
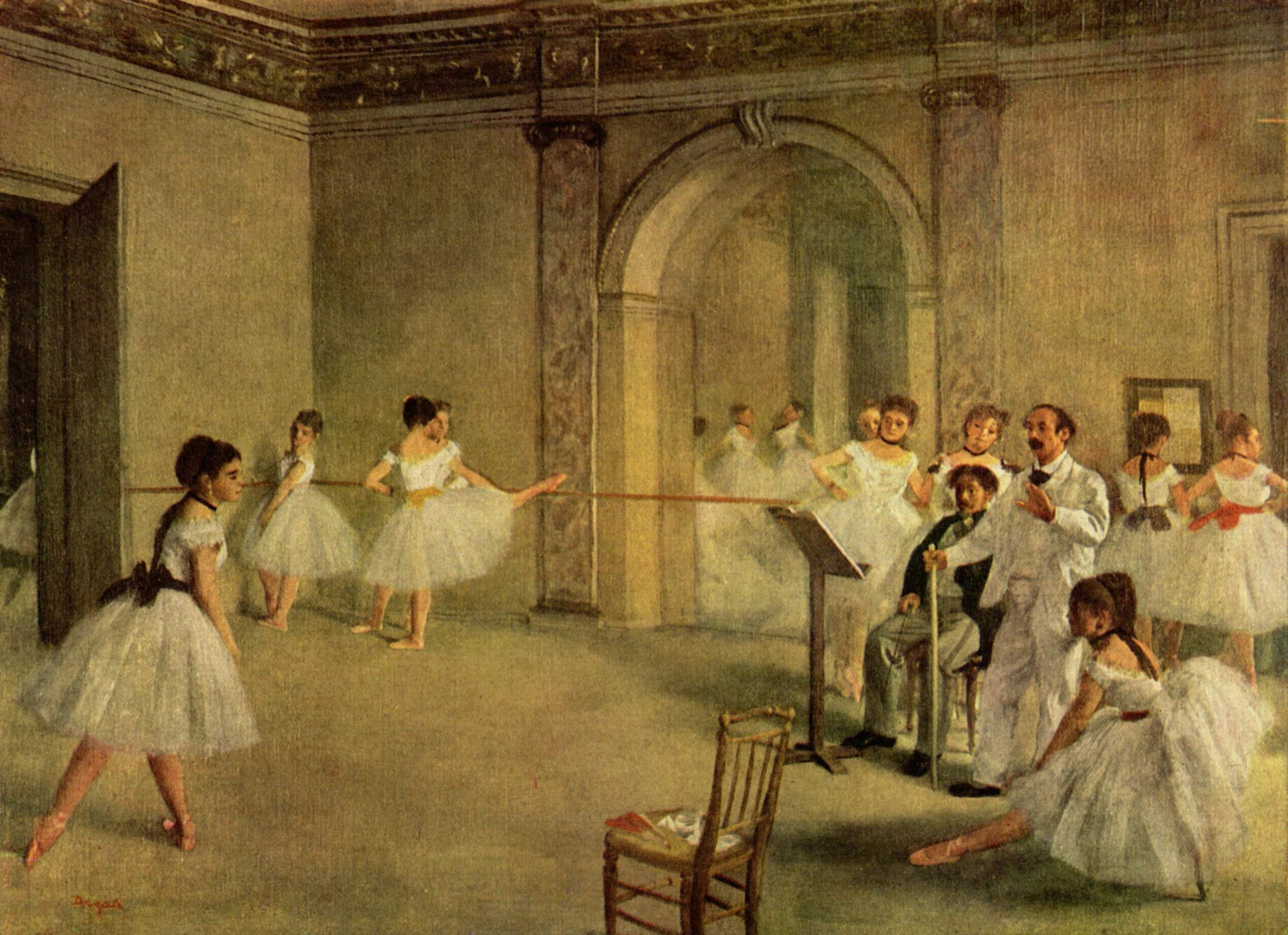
Le Foyer de la danse à l'Opéra de la rue Le Peletier, quadre d'Edgar Degas (c. 1872)
Bal masqué à l'opéra, quadre d'Edouard Manet (1873)